# Saison 25 de Détective Conan
 (octobre 2024).
Chronologie
Saison 24 de Détective Conan Saison 26 de Détective Conan
La saison 25 de Détective Conan a été diffusée du 4 janvier 2020 au 26 décembre 2020 (épisode 965 à 992) sur Nippon TV. Elle est composée de 28 épisodes.
Le cinquante-et-unième opening (générique de début) (épisode 965 à 982) intitulé Makka na Lip, est interprété par le groupe WANDS. Le cinquante-deuxième opening (épisode 983 à 999) intitulé JUST BELIEVE YOU, est interprété par le groupe All at Once. 
Le soixante-et-unième ending (générique de fin) (épisode 965 à 976) intitulé Sukoshidzutsu Sukoshidzutsu, est interprété par le groupe Sard Underground. Le soixante-deuxième ending (épisode 977 à 992) intitulé Hoshiai, est interprété par le groupe all at once. 
| No | Titre français                                                                            | Titre japonais                    | Titre japonais                                  | Date de 1re diffusion |
| No | Titre français                                                                            | Kanji                             | Rōmaji                                          | Date de 1re diffusion |
| --- | ----------------------------------------------------------------------------------------- | --------------------------------- | ----------------------------------------------- | --------------------- |
| 965 | Gomera, le monstre géant, contre Kamen Yaiba - 1re partie                                 | 大怪獣ゴメラVS仮面ヤイバー（序）  | Gomera Vs. Kamen Yaiba (Jo)                     | 4 janvier 2020        |
| 966 | Gomera, le monstre géant, contre Kamen Yaiba - 2e partie                                  | 大怪獣ゴメラVS仮面ヤイバー（破）  | Gomera Vs. Kamen Yaiba (Ha)                     | 11 janvier 2020       |
| 967 | Gomera, le monstre géant, contre Kamen Yaiba - 3e partie                                  | 大怪獣ゴメラVS仮面ヤイバー（急）  | Gomera Vs. Kamen Yaiba (Kyū)                    | 18 janvier 2020       |
| 968 | Gomera, le monstre géant, contre Kamen Yaiba - 4e partie                                  | 大怪獣ゴメラVS仮面ヤイバー（結）  | Gomera Vs. Kamen Yaiba (Kechi)                  | 25 janvier 2020       |
| 969 | Tourisme, intrigue et héritière de Kaga - 1re partie                                      | 加賀令嬢ミステリーツアー(前編)    | Kaga Reijō Misuterītsuā (Zenpen)                | 15 février 2020       |
| 970 | Tourisme, intrigue et héritière de Kaga - 2e partie                                       | 加賀令嬢ミステリーツアー(後編)    | Kaga Reijō Misuterītsuā (Kōhen)                 | 22 février 2020       |
| 971 | La sécurité routière prise pour cible - 1re partie (files : 1013-1017/tomes : 95-96)      | 標的は警視庁交通部(一)            | Hyōteki wa Keishichō kōtsū-bu (ichi)            | 7 mars 2020           |
| 972 | La sécurité routière prise pour cible - 2e partie (files : 1013-1017/tomes : 95-96)       | 標的は警視庁交通部(二)            | Hyōteki wa Keishichō kōtsū-bu (ni)              | 14 mars 2020          |
| 973 | La sécurité routière prise pour cible - 3e partie (files : 1013-1017/tomes : 95-96)       | 標的は警視庁交通部(三)            | Hyōteki wa Keishichō kōtsū-bu (san)             | 21 mars 2020          |
| 974 | La sécurité routière prise pour cible - 4e partie (files : 1013-1017/tomes : 95-96)       | 標的は警視庁交通部(四)            | Hyōteki wa Keishichō kōtsū-bu (shi)             | 28 mars 2020          |
| En plein mois de la sécurité routière, Naoko, déçue par Chiba, décide d’aller avec des collègues au karaoké. Dans la soirée, l’une d’elles se fait assassiner dans un parc. Plus tard, c’est une seconde policière qui est attaquée. Clairement, l’homme en veut aux femmes de la sécurité routière. Yumi est potentiellement attaquable ce qui inquiète Chukichi. Quant à Naeko, l’affaire est fracassante pour elle, mais aussi positive.                                                                     |                                                                                           |                                   |                                                 |                       |
| 975 | Une énigmatique disparition                                                               | 妻探しの秘密                      | Tsuma sagashi no himitsu                        | 4 juillet 2020        |
| Dans la rue, un homme cherche sa femme disparue. Ran et Conan l’accostent. En analysant un tract, Ran reconnait la femme qu’elle croisa chez le fleuriste, 3 jours auparavant. Sur conseil de sa fille, Kogorō accepte l’affaire aux conséquences tragiques. |                                                                                           |                                   |                                                 |                       |
| 976 | Enquête et poursuite en taxi !                                                            | 追跡！探偵タクシー                | Tsuiseki! Tantei takushī                        | 18 juillet 2020       |
| Une jeune femme a perdu son tatou de compagnie aux abords d'un marché aux poissons. Pensant qu'il aurait pu y être transformé en surimi, elle envoie Kogorō y enquêter. Chou blanc. Mouri et Conan embarquent dans un taxi, dont le conducteur semble être un grand fan du détective. Au point de lancer notre duo sur une nouvelle enquête aux allures de course poursuite en taxi. |                                                                                           |                                   |                                                 |                       |
| 977 | L'aquarium brisé                                                                          | 割れた金魚鉢                      | Wareta kingyobachi                              | 1er août 2020         |
| Un patron véreux s’attire les foudres de ses clients à qui il promit de fortes sommes d’argent en échange d’investissements dans des poissons rouges. Ce qui devait arriver, arriva. L’homme d’affaires est retrouvé mort. Plus curieux, le cadavre d’un 2e homme – un collaborateur – est découvert aux pieds d’un aquarium brisé. |                                                                                           |                                   |                                                 |                       |
| 978 | L'affaire résolue de la rive opposée                                                      | 対岸の事件                        | Taigan no jiken                                 | 15 août 2020          |
| 979 | Le détective se fait balader                                                              | 探偵を引きずり回す                | Tantei o hikizurimawasu                         | 29 août 2020          |
| 980 | L'appel du crime parfait                                                                  | 完全犯罪のススメ                  | Kanzen hanzai no susume                         | 5 septembre 2020      |
| 981 | Bienvenue à l'auberge 'Botchan' - 1re partie                                              | 坊っちゃん亭へようこそ (前編)     | Botchantei e yōkoso (Zenpen)                    | 19 septembre 2020     |
| 982 | Bienvenue à l'auberge 'Botchan' - 2e partie                                               | 坊っちゃん亭へようこそ (後編)     | Botchantei e yōkoso (Kōhen)                     | 26 septembre 2020     |
| 983 | Kid contre Kômei: les lèvres prises pour cible - 1re partie (files : 1018-1021/tome : 96) | キッドVS高明 ー狙われた唇（前編） | Kiddo VS Takaaki ̄ nerawareta kuchibiru (Zenpen) | 3 octobre 2020        |
| 984 | Kid contre Kômei: les lèvres prises pour cible - 2e partie (files : 1018-1021/tome : 96)  | キッドVS高明 ー狙われた唇 (後編)  | Kiddo VS Takaaki ̄ nerawareta kuchibiru (Kōhen)  | 10 octobre 2020       |
| Depuis son retour de Kyoto (Cf. 927), Heiji est obnubilé par les lèvres délicates de Kazuha. Nos deux tourtereaux accompagnent Conan dans la surveillance de la plus grosse perle de conques : les lèvres de fées. L’inspecteur de Nagano, Kōmei, de passage, suggère d’enfermer la pierre montée sur bague dans un gigantesque bloc de glace. Kaitō Kid sera-t-il meilleur que cet implacable agent de police ? Celui-ci reçoit d’un proche un reliquat ; un proche que Bourbon ne connaît que trop bien.      |                                                                                           |                                   |                                                 |                       |
| 985 | Les deux faces d'une personne - 1re partie                                                | 二つの素顔 （前編）               | Futatsu no sugao (Zenpen)                       | 24 octobre 2020       |
| 986 | Les deux faces d'une personne - 2e partie                                                 | 二つの素顔 （後編）               | Futatsu no sugao (Kōhen)                        | 31 octobre 2020       |
| Une femme se présente à l’agence Mouri afin que Kogorō enquête sur la disparition de son époux. Alors qu’elle l’avait croisé dans la rue, le mari s’est mis à discuter avec une femme. Après l’avoir quitté, son épouse essaye de l’apostropher mais il s’enfuit. Kogorō et Conan partent sur ses traces, mais ne trouvent aucun mobile à cette drôle de réaction. Progressivement, ils découvrent que le visage que donne à voir cet homme ne correspond pas à la réalité de sa vie.                           |                                                                                           |                                   |                                                 |                       |
| 987 | Une festive dissolution d'entreprise                                                      | 会社解散パーテイー                | Kaisha kaisan pāteī                             | 7 novembre 2020       |
| Kogorō emmène Ran et Conan manger un bout dans un restaurant de luxe. Là-bas, le patron d’un site de vente en ligne fête la vente de son entreprise avec ses principaux employés à la gestion du site. Après un petit discours, l’homme étouffe et s’effondre. Kogorō, Ran et Conan sont alertés par les cris des collaborateurs, surpris de cette fin tragique. À moins que parmi eux se trouve un assassin.                                                                                                   |                                                                                           |                                   |                                                 |                       |
| 988 | Querelle de jeunes femmes                                                                 | いがみ合う乙女達                  | Igamiau otome-tachi                             | 14 novembre 2020      |
| Sonoko, Ran et Conan se rendent au Beika Mall pour la sortie d’un nouveau jouet : le plus mignon des petits phoques. Dans la salle bondée, Conan se fait bousculer et se blesse au genou. Dans les réserves du magasin, il se fait soigner mais assiste à une dispute entre les 4 égéries qui assurent la promotion de la peluche. Plus tard, l’une d’entre-elles est retrouvée morte. |                                                                                           |                                   |                                                 |                       |
| 989 | Le journal d'enquête d'Ayumi                                                              | 歩美の絵日記事件簿                | Ayumi no enikki jiken-bo                        | 5 décembre 2020       |
| Ayumi raconte une enquête des Détectives juniors à travers son journal illustré. Tout commence lorsque les enfants aperçoivent 3 adultes, la dame du marché, le patron du café et le livreur, s’émerveiller devant la devanture du bijoutier. Dedans est abrité une montre de collection inestimable. Avec un tel trésor dans les parages, Conan estime que la montre se fera voler rapidement. Mais les jours passent, et pourtant, la montre est toujours là.                                                 |                                                                                           |                                   |                                                 |                       |
| 990 | Tragédie automatique - 1re partie                                                         | オートマティック悲劇 （前編）     | Ōtomatikku higeki (Zenpen)                      | 12 décembre 2020      |
| 991 | Tragédie automatique - 2e partie                                                          | オートマティック悲劇 （後編）     | Ōtomatikku higeki (Kōhen)                       | 19 décembre 2020      |
| Une semaine auparavant, un cambriolage se produisit et tourna mal. Un vieil homme mourut, blessé à la tête. Aujourd’hui, son fils se rend à l’agence de Kogorō pour lui demander de retrouver le coupable. Il souhaite mettre un terme à l’engrenage du mal qui sévit sur sa famille en trouvant le coupable, offrant alors la possibilité à sa sœur de marier, la cérémonie ayant été repoussée en attendant que le coupable soit démasqué. Mais dans cette affaire, beaucoup de coïncidences troublent Conan. |                                                                                           |                                   |                                                 |                       |
| 992 | Trouble au café traditionnel                                                              | 町家カフェでの事件                | Machiya kafe de no jiken                        | 26 décembre 2020      |